# 浦和東武ホテル
浦和東武ホテル（うらわとうぶホテル、Urawa Tobu Hotel）は、埼玉県さいたま市浦和区にあったホテルである。
東武鉄道グループの東武ホテルグループのひとつであったが、浦和ロイヤルパインズホテルなどの開業の影響も受け、2008年（平成20年）に閉店した。

## 概要
1991年（平成3年）10月に浦和市内初の近代型高級シティホテルとして開業。埼玉県庁舎をはじめ、農林会館（JA埼玉中央会）・埼玉県医師会・政党などの県本部が集積する場所に立地し、県政界・各種団体のコンベンション会場としてよく使われた。施設の老朽化と周辺ホテル（浦和ロイヤルパインズホテルや浦和ワシントンホテル）との競合による収益低下を理由に2008年（平成20年）6月30日をもって閉館し、三井不動産へ売却。建物は解体され、跡地に2013年12月、19階建ての高層マンションパークホームズ浦和仲町が建設された。

## 施設
敷地面積が約2500平方メートル。500人を収容できる会議場があり、埼玉県の経済団体、政党、業界団体などが、会合やパーティーの会場に使う場所に利用された。現在では浦和ロイヤルパインズホテルで開催されている。また、結婚披露宴場としても知られていた。
シングルの価格は一泊11550円、スイートの価格は一泊5万7750円であった。駐車場は50台分。

## アクセス
- 東日本旅客鉄道（JR東日本）各線「浦和駅」下車、西口から徒歩10分[1]。

## 周辺
- 埼玉県庁
- 埼玉県警察
- 埼玉会館
- 玉蔵院
- 須原屋本店